# Confederação Brasileira de Futebol

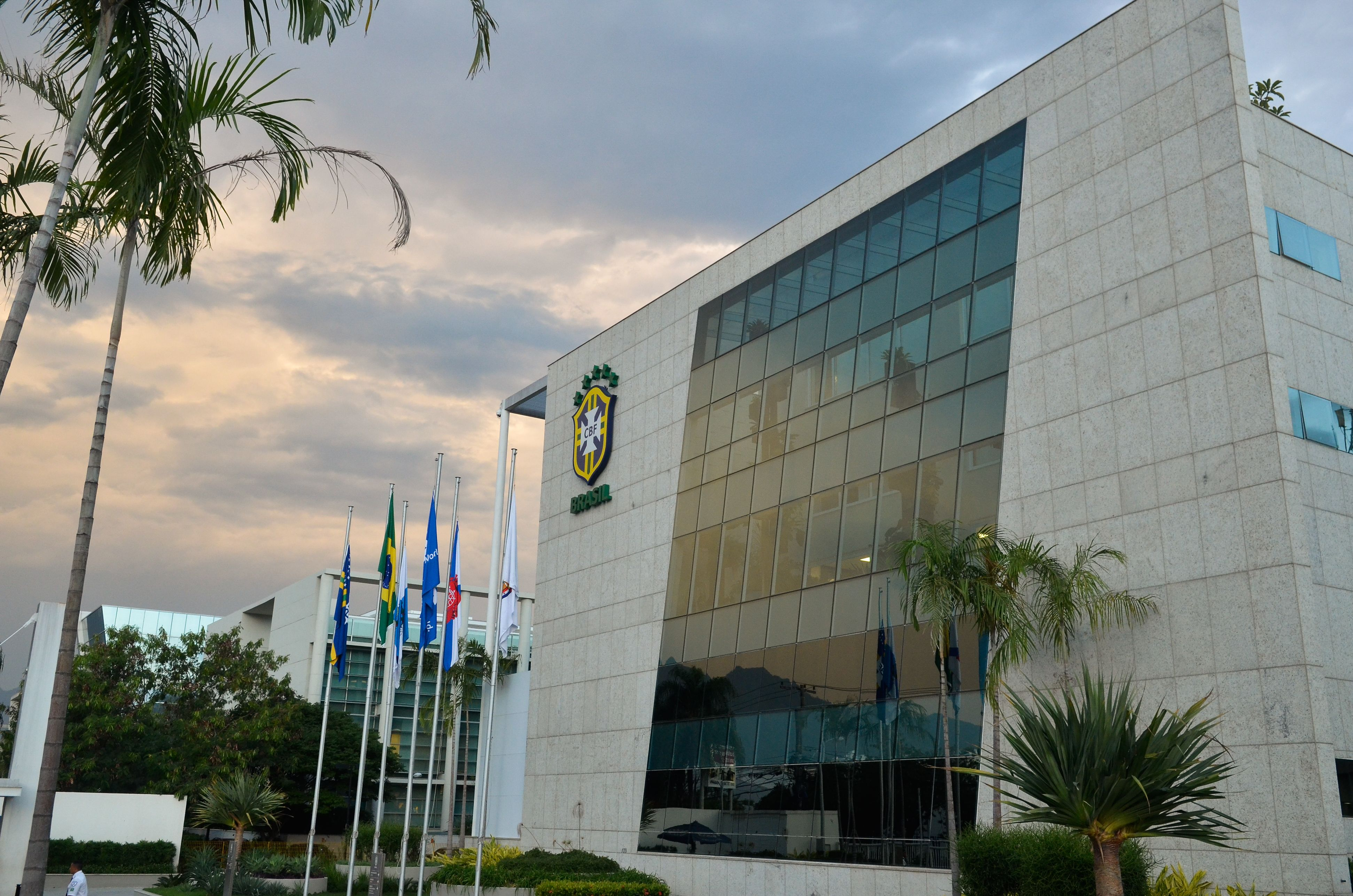
Der Sitz des Verbandes

Die Confederação Brasileira de Futebol (CBF) ist der nationale Fußballverband Brasiliens. Der Hauptsitz des Verbandes liegt in Barra da Tijuca, einem westlichen Vorort von Rio de Janeiro. Präsident ist seit dem 9. April 2019 Rogério Caboclo.
Am 8. Juni 1914 wurde der Sportverband gegründet als Federação Brasileira de Sports, der sich 1916 zum Confederação Brasileira de Desportos (CBD) entwickelte. Nach Auslagerung anderer Sportarten zum Comitê Olímpico Brasileiro und Beschränkung auf Fußball wurde der Verband 1979 in Confederação Brasileira de Futebol (CBF) umbenannt.
Der Verband war 1916 Gründungsmitglied der südamerikanischen Fußball-Konföderation CONMEBOL und trat 1923 dem Fußball-Weltverband FIFA bei. Die dem Verband unterstehende Fußballnationalmannschaft der Herren, Seleção genannt, ist mit fünf gewonnenen Titeln die weltweit erfolgreichste Fußballnationalmannschaft bei den Fußball-Weltmeisterschaften. Sie hat zudem bisher als einzige Nationalmannschaft an jeder Weltmeisterschaftsendrunde teilgenommen.

## Präsidenten
Im März 2018 wurde Rogério Caboclo als Nachfolger des damaligen Präsidenten Coronel Nunes gewählt. Caboclo konnte, nachdem zunächst gegen seine Wahl Klage erhoben und bei der FIFA Protest eingelegt wurde, sein Amt erst im April des darauffolgenden Jahres in Beisein von FIFA-Präsident Gianni Infantino offiziell antreten.
Das Präsidentenamt des CBF war jahrelang skandalumwittert. So wurde Marco Polo del Nero, Präsident von 2015 bis 2017, von der Ethikkommission der FIFA zunächst vorläufig, dann lebenslänglich gesperrt. Basis dafür war eine Anklage der US-Justiz, die im FIFA-Korruptionsskandal gegen mafiöse Strukturen vorging. Der direkte Vorgängerpräsident José Maria Marin wurde wegen der Entgegennahme von Bechstechungsgeldern für die Vergabe von TV-Rechten, Erpressung und Geldwäsche zu einer vierjährigen Haftstrafe verurteilt. Ricardo Terra Teixeira, Präsident von 1989 bis 2012 wurde ebenfalls der Geldwäsche bezichtigt, so dass Ermittlungen gegen ihn eingeleitet wurden.
Der Präsident Ednaldo Rodrigues wurde im Dezember 2023, direkt nach Abschluss der Série A 2023 von einem Gericht in Rio de Janeiro seines Amtes enthoben worden. Es erklärte seine Wahl 2021 für nichtig, forderte Neuwahlen und setzte als Übergangspräsidenten José Perdiz vom obersten Sportgerichtshof ein. Am 4. Januar 2024 wurde Rodrigues vom Bundesgericht in Brasília wieder eingesetzt. Es hob die Entscheidung aus Rio de Janeiro auf.

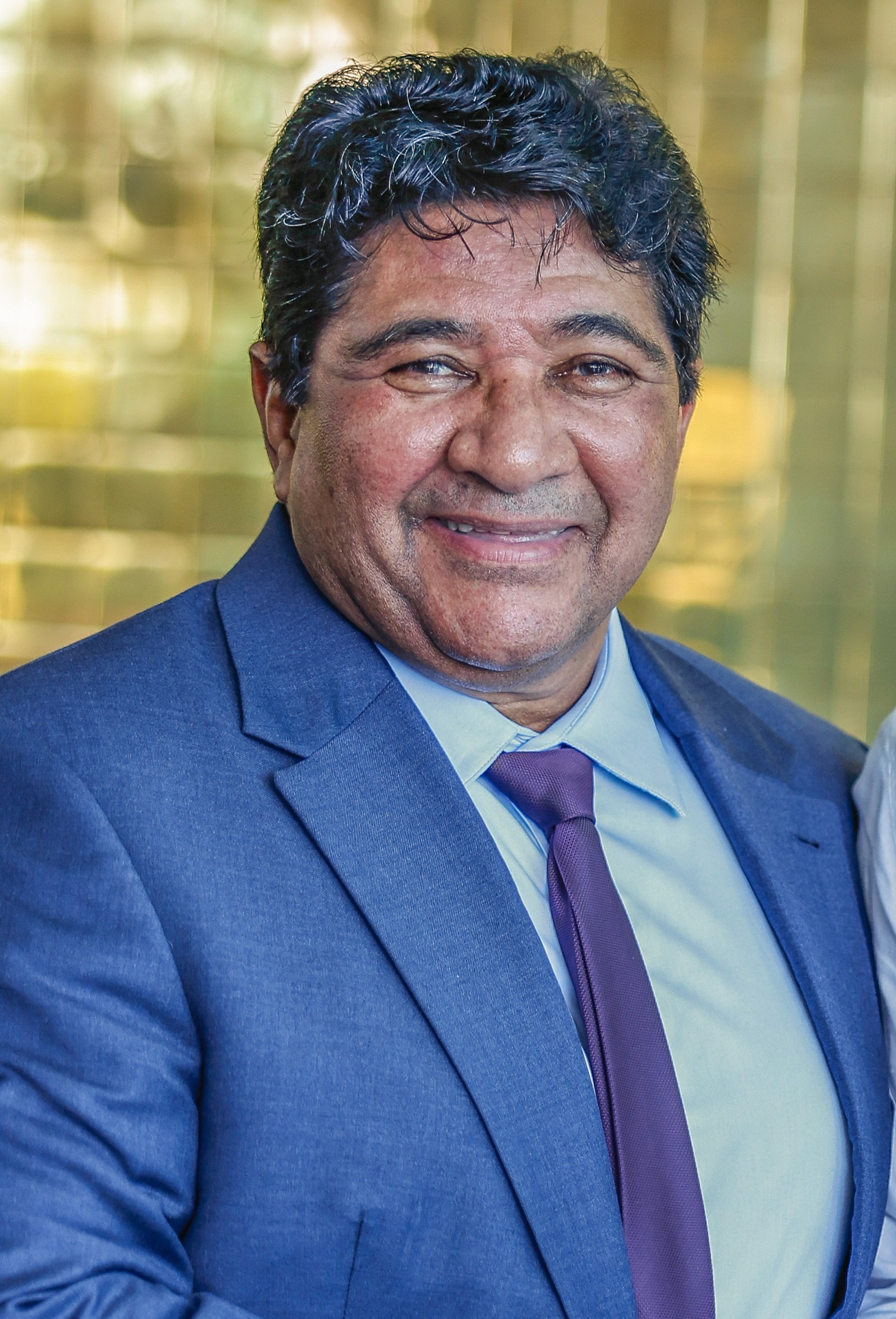
Ednaldo Rodrigues (24. Präsident)

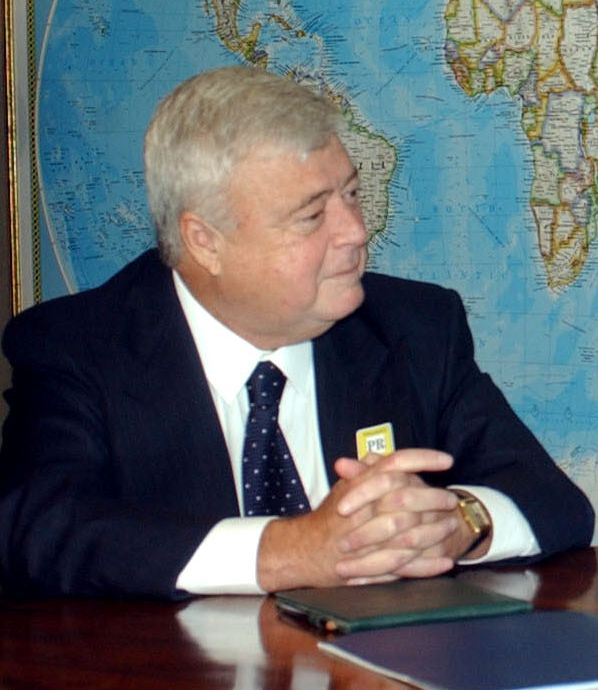
Ricardo Teixeira (18. Präsident)

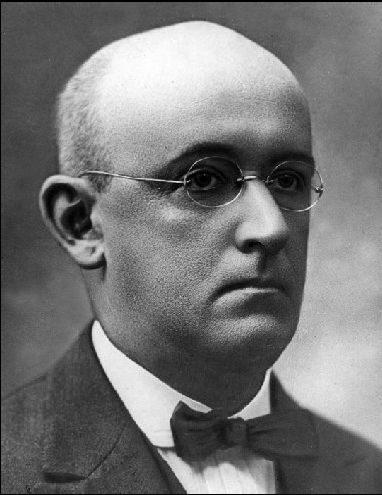
Gründungspräsident Álvaro Zamith (1. Präsident)

| Nr. | Zeitraum  | Präsident                     | Verband   |
| --- | --------- | ----------------------------- | --------- |
| 26. | seit 2025 | Samir Xaud                    | CBF       |
| 25. | 2023–2024 | José Perdiz (Interim)         | CBF       |
| 24. | 2021–2025 | Ednaldo Rodrigues             | CBF       |
| 23. | 2021      | Coronel Nunes (Interim)       | CBF       |
| 22. | 2019–2021 | Rogério Caboclo               | CBF       |
| 21. | 2017–2019 | Coronel Nunes                 | CBF       |
| 20. | 2015–2017 | Marco Polo Del Nero           | CBF       |
| 19. | 2012–2015 | José Maria Marin              | CBF       |
| 18. | 1989–2012 | Ricardo Terra Teixeira        | CBF       |
| 17. | 1986–1989 | Octávio Pinto Guimarães       | CBF       |
| 16. | 1980–1986 | Giulite Coutinho              | CBF       |
| 15. | 1975–1980 | Heleno de Barros Nunes        | CBD / CBF |
| 14. | 1958–1975 | João Havelange                | CBD       |
| 13. | 1955–1958 | Sylvio Correa Pacheco         | CBD       |
| 12. | 1943–1955 | Rivadávia Correa Mayer        | CBD       |
| 11. | 1936–1943 | Luiz Aranha                   | CBD       |
| 10. | 1933–1936 | Álvaro Catão                  | CBD       |
| 09. | 1927–1933 | Renato Pacheco                | CBD       |
| 08. | 1924–1927 | Oscar Rodrigues da Costa      | CBD       |
| 07. | 1924      | Wladimir Bernardes            | CBD       |
| 06. | 1924      | Ariovisto de Almeida Rêgo     | CBD       |
| 05. | 1922–1924 | Oswaldo Gomes                 | CBD       |
| 04. | 1921–1922 | José Eduardo de Macedo Soares | CBD       |
| 03. | 1920–1921 | Ariovisto de Almeida Rêgo     | CBD       |
| 02. | 1916–1920 | Arnaldo Guinle                | CBD       |
| 01. | 1915–1916 | Álvaro Zamith                 | CBD       |

## Aktuelle Wettbewerbe
Männerfußball
- Série A
- Série B
- Série C
- Série D
- Copa do Brasil
- Supercopa do Brasil
- Copa do Nordeste
- Copa Verde

Männer – Nachwuchs
- Brasileiro Sub-20
- Brasileiro de Aspirantes
- Copa do Brasil Sub-20
- Copa do Brasil Sub-17
- Supercopa Sub-20
- Copa do Nordeste Sub-20
- Copa de Seleções Estaduais Sub-20

Frauenfußball
- Série A1
- Série A2
- Série A3
- Copa do Brasil (Frauenfußball)
- Supercopa do Brasil (Frauenfußball)

Frauen – Nachwuchs
- Brasileiro Sub-18
- Brasileiro Sub-16

e-Sports
- E-Brasileirão

## Aktive 2018
Im Februar 2019 veröffentlichte der CBF eine Erhebung mit nachstehenden Werten aus der Saison 2018:
- Profiklubs: 742
- Amateurklubs: 385
- Profiverträge: 22.177
- Amateurspielerverträge: 38.309
- Aktive Verträge: 7.048
- Aktive Amateure: 47.177
- Aktive Ausländer: 63
- Zugelassene Trainer: 477